# Jesús de Otoro (kommun)
Jesús de Otoro är en kommun i Honduras.   Den ligger i departementet Departamento de Intibucá, i den västra delen av landet, 100 km nordväst om huvudstaden Tegucigalpa. Antalet invånare är 21 041.